# Champon
Champon (ちゃんぽん, chanpon), aussi orthographié chanpon, est un plat complet à base de nouilles japonais typique de la région de Nagasaki. D'inspiration chinoise, c'est un exemple de la cuisine sino-japonaise apparu durant la période Meiji.
La recette du champon ne nécessite qu'une poêle : on fait frire le porc, les fruits de mer et les légumes dans du lard, puis on ajoute une soupe à base d'os de poulet et de porc. Une variété de ramen spécifique à ce plat est alors ajoutée et bout dans le mélange. Suivant la saison et les goûts locaux, les ingrédients peuvent différer.

## Histoire
Champon a été servi pour la première fois au Shikairō (四海楼), un restaurant chinois de Nagasaki. D'après le restaurant, il est basé sur un plat de la cuisine des îles Fuji, le 湯肉絲麵 (tonniishiimen). Au milieu de la période Meiji, le propriétaire a perçu l'opportunité d'offrir un plat peu cher mais rassasiant, qui conviendrait aux palais des centaines d'étudiants chinois venus au Japon pour étudier. De nos jours, champon est une spécialité populaire (ou meibutsu) de Nagasaki.

## Étymologie
Le mot champon peut aussi être utilisé pour qualifier des situations où l'on mélange de manière aléatoire diverses choses, comme par exemple mélanger divers alcools lors d'une seule soirée.